# Arran Coastal Way

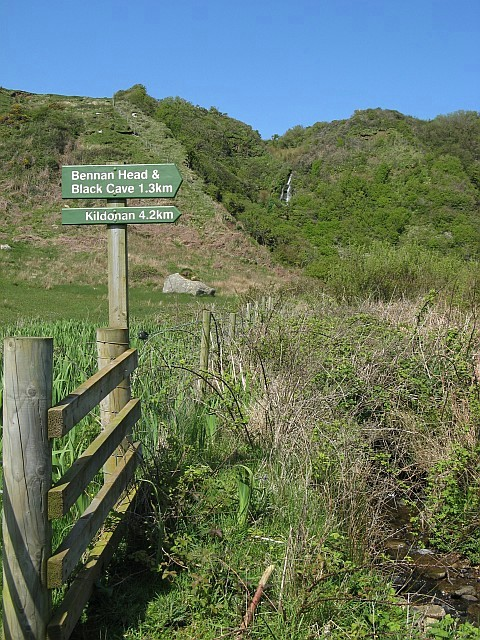

De Arran Coastal Way is een langeafstandswandelpad (Great Trail) in Schotland. Het pad werd geopend in 2003, is 107 kilometer lang en loopt in een lus vanaf Brodick.